# Anaea punctimarginale
Anaea punctimarginale är en fjärilsart som beskrevs av William James Kaye 1918. Anaea punctimarginale ingår i släktet Anaea och familjen praktfjärilar. Inga underarter finns listade i Catalogue of Life.